# Macrostemum surinamense
Macrostemum surinamense är en nattsländeart som först beskrevs av Oliver S. Flint Jr. 1974.  Macrostemum surinamense ingår i släktet Macrostemum och familjen ryssjenattsländor. Inga underarter finns listade i Catalogue of Life.